# Cat Barber
Anthony Ynique Barber, detto Cat (Hampton, 25 luglio 1994), è un cestista statunitense.

## Statistiche

### College
| Anno      | Squadra       | PG  | PT | MP   | TC%  | 3P%  | TL%  | RP  | AP  | PRP | SP  | PP   |
| --------- | ------------- | --- | -- | ---- | ---- | ---- | ---- | --- | --- | --- | --- | ---- |
| 2013-2014 | NCSU Wolfpack | 36  | 18 | 24,2 | 40,1 | 26,1 | 69,6 | 2,0 | 3,5 | 0,6 | 0,0 | 8,5  |
| 2014-2015 | NCSU Wolfpack | 35  | 33 | 31,7 | 43,9 | 38,0 | 73,3 | 3,3 | 3,7 | 0,8 | 0,0 | 12,1 |
| 2015-2016 | NCSU Wolfpack | 33  | 33 | 38,7 | 43,4 | 36,1 | 86,5 | 4,6 | 4,5 | 0,6 | 0,1 | 23,5 |
| Carriera  | Carriera      | 104 | 84 | 31,3 | 42,8 | 34,7 | 79,3 | 3,3 | 3,9 | 0,7 | 0,0 | 14,5 |

### NBA

#### Regular Season
| Anno      | Squadra       | PG | PT | MP  | TC% | 3P% | TL% | RP  | AP  | PRP | SP  | PP  |
| --------- | ------------- | -- | -- | --- | --- | --- | --- | --- | --- | --- | --- | --- |
| 2021-2022 | Atlanta Hawks | 3  | 0  | 4,3 | 0,0 | -   | 0,0 | 1,0 | 1,0 | 0,0 | 0,0 | 0,0 |
| Carriera  | Carriera      | 3  | 0  | 4,3 | 0,0 | -   | 0,0 | 1,0 | 1,0 | 0,0 | 0,0 | 0,0 |

### G League
| Anno      | Squadra        | PG  | PT  | MP   | TC%  | 3P%  | TL%  | RP  | AP  | PRP | SP  | PP   |
| --------- | -------------- | --- | --- | ---- | ---- | ---- | ---- | --- | --- | --- | --- | ---- |
| 2016-2017 | Delaware 87ers | 21  | 21  | 31,1 | 43,7 | 37,8 | 67,8 | 3,6 | 3,9 | 1,0 | 0,1 | 14,2 |
| 2016-2017 | Greens. Swarm  | 19  | 18  | 37,7 | 42,3 | 31,9 | 72,9 | 2,8 | 5,5 | 1,2 | 0,0 | 18,8 |
| 2017-2018 | Greens. Swarm  | 29  | 14  | 29,0 | 43,7 | 30,3 | 79,7 | 3,4 | 4,6 | 0,9 | 0,1 | 16,9 |
| 2018-2019 | Greens. Swarm  | 27  | 2   | 20,7 | 40,0 | 23,9 | 54,6 | 2,9 | 3,3 | 0,7 | 0,1 | 10,5 |
| 2018-2019 | Erie BayHawks  | 14  | 12  | 38,1 | 48,2 | 21,3 | 85,1 | 4,4 | 8,3 | 1,5 | 0,2 | 22,4 |
| 2019-2020 | C.P. Skyhawks  | 39  | 17  | 31,2 | 47,8 | 31,1 | 73,7 | 3,9 | 6,2 | 1,0 | 0,1 | 16,9 |
| 2021-2022 | C.P. Skyhawks  | 42  | 30  | 32,9 | 46,5 | 41,4 | 68,7 | 4,0 | 7,3 | 1,0 | 0,0 | 19,7 |
| 2022-2023 | C.P. Skyhawks  | 26  | 2   | 21,1 | 40,4 | 38,5 | 76,0 | 2,5 | 3,8 | 0,6 | 0,2 | 10,6 |
| Carriera  | Carriera       | 217 | 116 | 29,7 | 44,7 | 33,2 | 71,8 | 3,5 | 5,4 | 0,9 | 0,1 | 16,2 |

## Palmarès

### Club
- CEBL: 1

Scarborough Shooting Stars: 2023
- Coppa di Portogallo: 1

Porto: 2024

### Individuali
- McDonald's All-American Game (2013)
- All-CEBL Second Team (2021)